# اکسل اولریش
 اکسل اولریش (انگلیسی: Axel Ullrich؛ زادهٔ ۱۹ اکتبر ۱۹۴۳) یک زیست شناس اهل آلمان است.